# HMS Lauderdale (L95)
Le HMS Lauderdale (pennant number L95) est un destroyer d'escorte de classe Hunt de type II construit pour la Royal Navy pendant la Seconde Guerre mondiale.

## Construction
Le Lauderdale est commandé le 5 septembre 1939 dans le cadre du programme d'urgence de la guerre de 1939 pour le chantier naval de John I. Thornycroft & Company de Southampton en Angleterre sous le numéro J6l53. La pose de la quille est effectuée le 21 décembre 1939, le Lauderdale est lancé le 5 août 1941 et mis en service le 23 décembre 1941.
Il est parrainé par la communauté civile de Berwickshire en Ecosse pendant la campagne nationale du Warship Week (semaine des navires de guerre) en mars 1942.
Les navires de classe Hunt sont censés répondre au besoin de la Royal Navy d'avoir un grand nombre de petits navires de type destroyer capables à la fois d'escorter des convois et d'opérer avec la flotte. Les Huntde type II se distinguent des navires précédents type I par une largeur (Maître-bau) accru afin d'améliorer la stabilité et de transporter l'armement initialement prévu pour ces navires.
Le Hunt type II mesure 80,54 m de longueur entre perpendiculaires et 85,34 m de longueur hors-tout. Le Maître-bau du navire mesure 9,60 m et le tirant d'eau est de 3,51 m. Le déplacement est de 1070 t standard et de 1510 t à pleine charge.
Deux chaudières Admiralty produisant de la vapeur à 2100 kPa et à 327 °C alimentent des turbines à vapeur à engrenages simples Parsons qui entraînent deux arbres d'hélices, générant 19 000 chevaux (14 000 kW) à 380 tr/min. Cela donné une vitesse de 27 nœuds (50 km/h) au navire. 281 t de carburant sont transportés, ce qui donne un rayon d'action nominale de 2 560 milles marins (4 740 km) (bien qu'en service, son rayon d'action tombe à 1 550 milles marins (2 870 km)).
L'armement principal du navire est de six canons de 4 pouces QF Mk XVI (102 mm) à double usage (anti-navire et anti-aérien) sur trois supports doubles, avec un support avant et deux arrière. Un armement antiaérien rapproché supplémentaire est fourni par une monture avec des canons quadruple de 2 livres "pom-pom" MK.VII et deux  canons Oerlikon de 20 mm Mk. III montés dans les ailes du pont. Les montures jumelles motorisées d'Oerlikon sont remplacées par des Oerlikons simples au cours de la guerre. Jusqu'à 110 charges de profondeur pouvaient être transportées,. Le navire avait un effectif de 168 officiers et hommes d'équipage,.

## Histoire

### Seconde Guerre mondiale

#### 1942
Après avoir terminé l'équipement et la mise en service, le Lauderdale se rend à Scapa Flow en janvier 1942 pour s'entraîner avec les navires de guerre de la Home Fleet et rejoint la 20e Flottile de destroyers dans la zone d'approche occidentale. En février, le navire traverse l'Atlantique vers le Canada, se joignant à la Western Onshore Escort Force basée à Halifax le 24 février, pour aider la Marine royale canadienne à comparer les caractéristiques de la classe Hunt par rapport à avec des destroyers de la classe Town de l'US Navy. Il est le seul de la classe Hunt à traverser l'Atlantique. Il escorte les convois SC72, ON70 et SC75 voyageant entre Halifax et Saint-Jean de Terre-Neuve jusqu'au 30 mars, date à laquelle il retourne à Londonderry et sert d'escorte de transport dans la zone d'approche occidentale .
Le Lauderdale avec  les destroyers Badsworth (L03), Georgetown (I-40), Lancaster (G05) et St.Mary’s (I-12) escortent le convoi WS18 à travers la zone d'approche du Nord-Ouest le 15 avril. Il se détache du convoi le 19 avril pour retourner à Londonderry. Jusqu'à la fin de l'année, il poursuit son opération d'escorte de convoi à Beihai avec la force d'escorte de Rosyth,,.

#### 1943
Le Lauderdale est réparé et réaménagé dans un chantier naval privé à Hull en février 1943 en vue de son transfert en Méditerranée. Le 16 avril, il rejoint le croiseur léger Newcastle (C76); les destroyers Rapid (H32), Venomous (D75); les sloop-of-war Wellington (U65), Weston (L72); les patrouilleurs) Gorleston (Y92), Totland (Y88), les frégates Ness (K219) et Exe (K92) pour escorter le convoi KMF13/WS29 de Clyde pour le voyage à Gibraltar. Il reste avec le convoi KMF13 après la séparation du convoi WS29 le 20 avril pour continuer son voyage à Freetown en Sierra Leone.
Le Lauderdale rejoint la 60e Groupe d'Escorte à Malte à partir du mois de mai et est affecté à des convois d'escorte dans la région de la Méditerranée occidentale. Il participe au bombardement de Kelebia, en Tunisie, pour soutenir des opérations militaires, et bloque la zone du Cap Bon pour empêcher le retrait des forces ennemies de la Tunisie. Il continue ensuite à patrouiller dans des actions anti-sous-marines et à escorter des convois dans la région méditerranéenne. En juin, il escorte le convoi UG8Ade Gibraltar vers les ports nord-africains,.
En juillet, le Lauderdale set prépare à rejoindre l'opération Husky, le débarquement allié en Sicile, en Italie. Le 7 juillet, il prend part à l'escorte du convoi AMB1 au départ de Sfax, en Tunisie, et arrive sur le site du débarquement de Bark South le 10 juillet, où il continue pour le soutien de tirs navals, la défense, la patrouille et la défense des convois jusqu'en août. Après l'opération Husky, il reprend ses patrouilles et escortes pour le transport dans la région méditerranéenne depuis la base de Malte,,.

#### 1944
En juin 1944, le Lauderdale est transféré dans la 5e Division de Destroyers pour rejoindre l'opération Dragoon, le débarquement allié dans le sud de la France, et est temporairement sous le commandement de l'US Navy. Le Lauderdale et son escadron sont transférés à Naples, en Italie, où il effectue des escortes des convois pour préparer l'opération, et rejoint les destroyers d'escorte Aldenham (L22), Beaufort (L14), Belvoir (L32), Blackmore (L43), Eggesford (L15) et le destroyer grec Pindo le 13 août pour escorter le convoi SM2 au départ de Naples et se détache du convoi après avoir atteint le rivage le 15 août et retourne sous commandement de la Royal Navy.
Le Lauderdale reprend ensuite ses fonctions de patrouille et d'escorte dans le Centre méditerranéen et, à partir de septembre, aide les opérations militaires dans la mer Adriatique,.

#### 1945
Le Lauderdale continue à opérer dans la région méditerranéenne jusqu'en mai 1945, date à laquelle il est proposé d'opérer en Extrême-Orient. Ainsi, le navire retourne en Angleterre pour faire reposer l'équipage, tandis que le navire est allé à Simonstown, en Afrique du Sud pour une révision. Cependant, la guerre prend fin  à la suite de la reddition du Japon avant la fin des réparations.

### Après guerre
Le Lauderdale est considéré comme prêté à la Grèce; et le navire est officiellement transféré à la Marine de guerre hellénique en mai 1946 sous le nom de BN Aigaion (L06). Il est retiré de la liste effective et retourne à la propriété britannique le 12 décembre 1959
Le navire est vendu pour la démolition en Grèce en 1960.

### Honneurs de bataille
- ATLANTIC 1942
- NORTH SEA  1942 -
- SICILY 1943
- MEDITERRANEAN 1943
- SOUTH FRANCE 1944
- ADRIATIC 1944

### Commandement
- Lieutenant (Lt.) George Dudley Pound (RN) du 23 novembre 1941 au 2 octobre 1943
- Lieutenant (Lt.) Roland Lindsay Boddy (RN) du 2 octobre 1943 au 1er février 1945
- Lieutenant (Lt.) John Hubert Ackland Beniansy (RN) du 1er février 1945 à mi-1946